# اتو گراف لامبسدرف
 اتو گراف لامبسدرف (انگلیسی: Otto Graf Lambsdorff؛ ۲۰ دسامبر ۱۹۲۶ – ۵ دسامبر ۲۰۰۹) یک وکیل اهل آلمان بود.